# Plectrypops
Plectrypops – rodzaj ryb z rodziny hajdukowatych.

## Klasyfikacja
Gatunki zaliczane do tego rodzaju:
- Plectrypops lima
- Plectrypops retrospinis